# هاجیمه هانا
هاجیمه هانا (به ژاپنی: ハナ肇 Hana Hajime)؛( ۹ فوریهٔ ۱۹۳۰ – ۱۰ سپتامبر ۱۹۹۳) یک هنرپیشه، خواننده، و کمدین اهل ژاپن بود.
از فیلم‌ها یا برنامه‌های تلویزیونی که وی در آن نقش داشته است می‌توان به کلئوپاترا اشاره کرد.